# 皮穆瓦延
皮穆瓦延（法語：Puymoyen，法語發音：[pɥimwajɛ̃]）是法国夏朗德省的一个市镇，位于该省中部，属于昂古莱姆区，也是大昂古莱姆城市公共社区的一部分。

## 地理
皮穆瓦延（45°36'49"N, 0°10'51"E）面积7.26 平方千米，位于法国新阿基坦大区夏朗德省，该省份为法国西部内陆省份，北起德塞夫勒省和维埃纳省，东临上维埃纳省，东南至多尔多涅省，南至多爾多涅省，西接滨海夏朗德省。
与皮穆瓦延接壤的市镇（或旧市镇、城区）包括：昂古莱姆、拉库罗讷、迪拉克、托尔萨克、沃伊和日热。

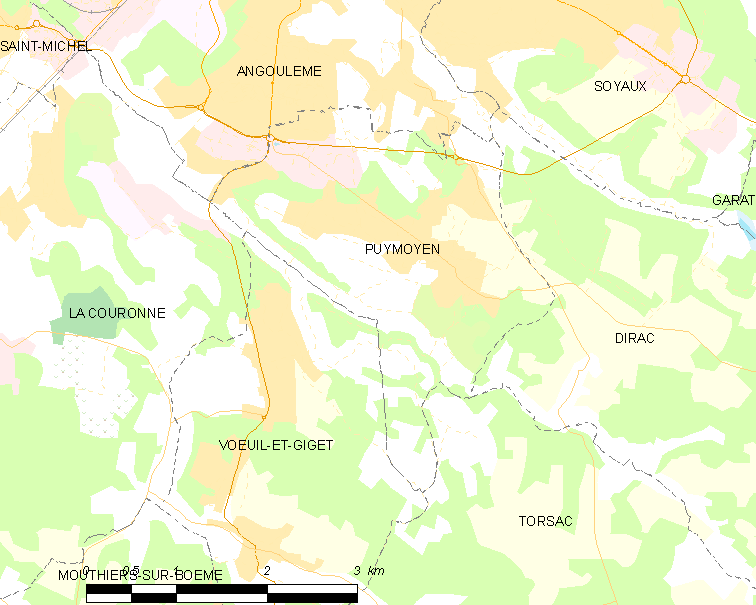
皮穆瓦延的OSM定位图

皮穆瓦延的时区为UTC+01:00、UTC+02:00（夏令时）。

## 行政
皮穆瓦延的邮政编码为16400，INSEE市镇编码为16271。

## 政治
皮穆瓦延所属的省级选区为拉库罗讷县。

## 人口

1962-2008年间皮穆瓦延人口变化图示

皮穆瓦延于2022年1月1日时的人口数量为2394人。